# Функція Гайсера–Гіласа
Функція Гайсера–Гіласа — широко вживана у фізиці астрочастинок формула, яка наближено описує розподіл кількості частинок космічних променів вздовж напрямку руху  атмосферної зливи. Функцію запропонували в 1977 році Томас Гайсер і Ентоні Гілас.
Кількість частинок {\displaystyle N(X)} як функція пройденої глибини атмосфери {\displaystyle X} виражається формулою
{\displaystyle N(X)=N_{\text{max}}\left({\frac {X-X_{0}}{X_{\text{max}}-X_{0}}}\right)^{\frac {X_{\text{max}}-X_{0}}{\lambda }}\exp \left({\frac {X_{\text{max}}-X}{\lambda }}\right),}
де {\displaystyle N_{\text{max}}} максимальна кількість частинок, що спостерігаються на глибині {\displaystyle X_{\text{max}}}, і {\displaystyle X_{0}} і {\displaystyle \lambda } є основними параметрами, що залежать від маси та енергії.
З використанням замін
{\displaystyle n={\frac {N}{N_{\text{max}}}}} ,     {\displaystyle x={\frac {X-X_{0}}{\lambda }}}     і     {\displaystyle m={\frac {X_{\text{max}}-X_{0}}{\lambda }}},
функція може бути записана в альтернативній однопараметричній формі
{\displaystyle n(x)=\left({\frac {x}{m}}\right)^{m}\exp(m-x)={\frac {x^{m}\,e^{-x}}{m^{m}\,e^{-m}}}=\exp \left(m\,(\ln x-\ln m)-(x-m)\right)\,.}